# Афганістан на літніх Олімпійських іграх 1988
Афганістан на літніх Олімпійських іграх 1988 року в Сеулі був представлений 5 спортсменами в одному виді спорту — боротьба.
Афганістан удев'яте взяв участь в Олімпіаді. Афганські атлети не здобули жодної медалі.

## Боротьба
Чоловіки
Вільна боротьба
| Спортсмен           | Дисципліна | 1 раунд                        | 2 раунд                       | 3 раунд                         | 4 раунд            | 5 раунд            | Фінал              | Фінал |
| Спортсмен           | Дисципліна | Суперник Результат             | Суперник Результат            | Суперник Результат              | Суперник Результат | Суперник Результат | Суперник Результат | Місце |
| ------------------- | ---------- | ------------------------------ | ----------------------------- | ------------------------------- | ------------------ | ------------------ | ------------------ | ----- |
| Мохаммад Разігул    | −48 кг     | Сур'яді Гунаван (INA) W 3-1    | Сергій Карамчаков (URS) L 1-3 | Іван Цонов (BUL) L 1-3          | не пройшов         | не пройшов         | не пройшов         |       |
| Ахмад Насір         | −52 кг     | Герберт Туч (FRG) W 3-1        | Кім Чон О (KOR) L 1-3         | Міцуро Сато (JPN) L Fall        | не пройшов         | не пройшов         | не пройшов         |       |
| Алі Дад             | −62 кг     | Маріан Скубач (POL) L 1-3      | Артуро Опорта (PAN) W 3-0     | Міка Лехто (FIN) L 0-3          | не пройшов         | не пройшов         | не пройшов         |       |
| Мохаммад Шир        | −68 кг     | Хенмедекхін Амараа (MGL) L 0-4 | Нейт Карр (USA) L 0-4         | не пройшов                      | не пройшов         | не пройшов         | не пройшов         |       |
| Тадж Мохаммад Хайрі | −90 кг     | Мехмет Турккая (TUR) L 1-3     | Мустафа Гуйє (SEN) W Fall     | Іракліс Дескулідіс (GRE) L Fall | не пройшов         | не пройшов         | не пройшов         |       |